# Verbascum pulverulentum
Molène floconneuse
Espèce

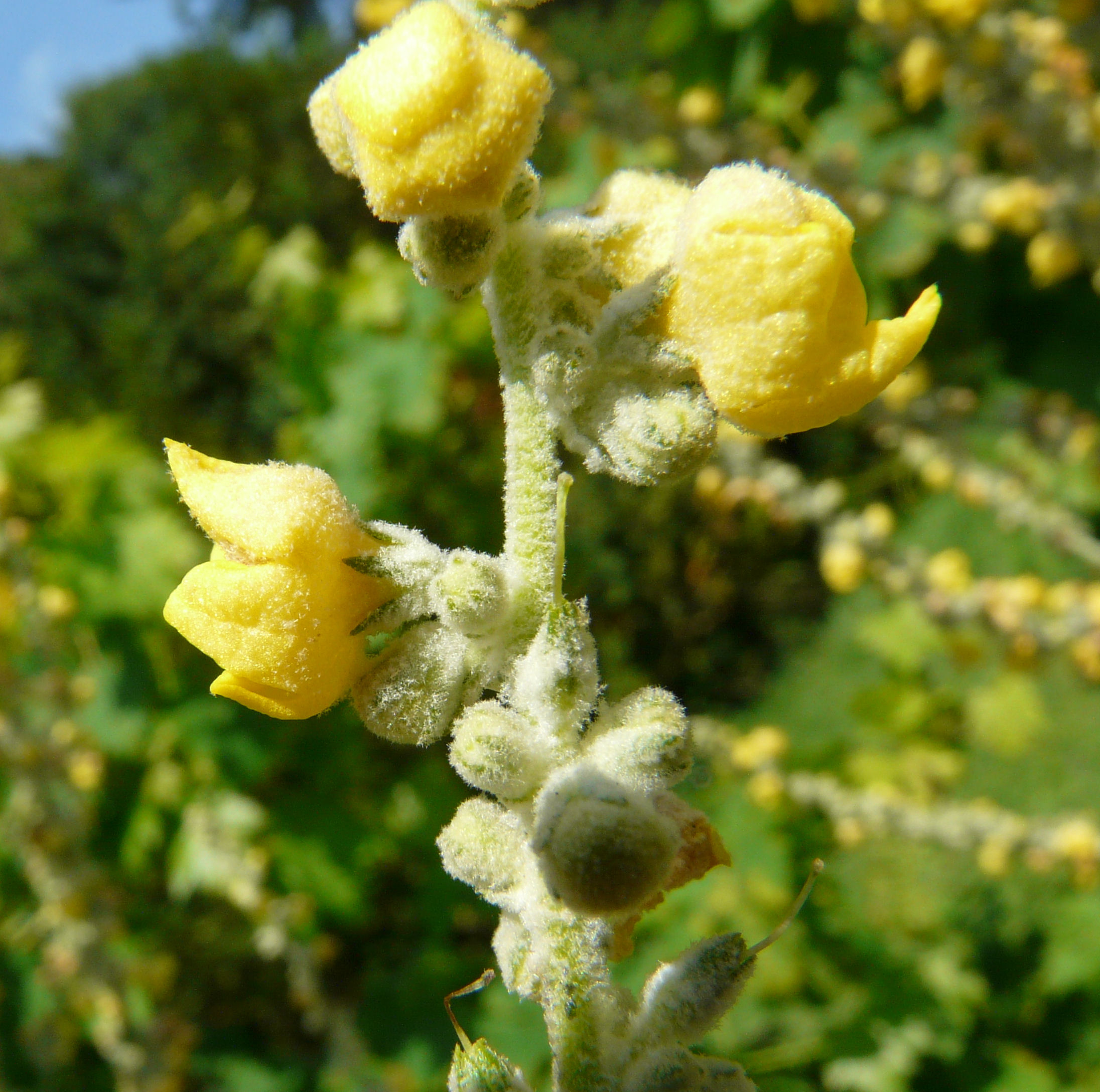
Glomérules de fleurs

Verbascum pulverulentum, la Molène floconneuse ou Molène pulvérulente, est une espèce de plantes herbacées de la famille des Scrofulariacées.
C’est une plante bisannuelle de 1 à 2 m de haut, couverte d’un duvet blanc cotonneux se détachant. Les fleurs jaunes font de 2 à 2,5 cm de diamètre, les étamines comportent des filets hérissés de poils blanc-jaunâtre. L’espèce est originaire d’Europe.
L’hybride Verbascum pulverulentum × V. sinuatum a été validement décrit sous le nom de Verbascum ×hybridum par Brotero (1804) à partir d’échantillons récoltés au Portugal près de la ville de Coimbra. Plusieurs sites d’observation sont connus en Occitanie, Nouvelle Aquitaine.

## Nomenclature, étymologie
L’espèce a été décrite et nommée Verbascum pulverulentum par le médecin et botaniste Dominique Villars, en 1779 dans Prospectus de l'Histoire des Plantes de Dauphiné 22,.
Le nom de genre Verbascum a une origine incertaine. L’encyclopédiste romain Pline (Ier siècle) l’a employé dans Histoire naturelle, 25, 120 pour référer à un bouillon-blanc. Jadis le botaniste Tournefort y voyait une dérivation du latin barbascum ou barbatum, « barbu », allusion aux filets barbus des étamines des molènes qui sont couverts de poils. François Couplan (2000) reprend cette explication : verbascum est une déformation de barbascum (barbarum) « barbu », les filets des étamines étant barbus.
L’épithète spécifique pulverulentum est un mot latin dérivé de pulverulentus signifiant « poussiéreux, couvert de poudre », ce qui fait référence à l’aspect farineux de la tige et des feuilles de la plante.

## Synonymes
Selon POWO, le nom valide Verbascum pulverulentum Vill. possède 13 synonymes (noms non valides):

### Synonymes homotypiques
- Lychnitis pulverulenta (Vill.) Fourr. in Ann. Soc. Linn. Lyon, n.s., 17: 125 (1869)
- Thapsus pulverulentum (Vill.) Raf. in Fl. Tellur. 4: 89 (1838)

### Synonymes hétérotypiques
- Thapsus floccosum (Waldst. & Kit.) Raf. in Fl. Tellur. 4: 89 (1838)
- Verbascum acutifolium Halácsy in Verh. K. K. Zool.-Bot. Ges. Wien 48: 136 (1898)
- Verbascum farinosum Pourr. ex Willk. & Lange in Prodr. Fl. Hispan. 2: 542 (1870)
- Verbascum floccosum Waldst. & Kit. in Descr. Icon. Pl. Hung. 1: 81 (1802)
- Verbascum floccosum' var. heterophyllum Rouy in G.Rouy & J.Foucaud, Fl. France 11: 13 (1909)
- Verbascum floccosum f. manlevense Sennen & Gonzalo in Exsicc. (Pl. Esp.) 1927: n.° 6309 (1928)
- Verbascum haemorrhoidale Aiton in Hort. Kew. 1: 236 (1789)
- Verbascum heterophyllum Moretti in Giorn. Fis., ser. 2, 5: 111 (1822), nom. illeg.
- Verbascum laxiflorum C.Presl in J.S.Presl & C.B.Presl, Delic. Prag.: 76 (1822)
- Verbascum pulverulentum var. hybridum Gaudin in Fl. Helv. 2: 122 (1828)
- Verbascum pulvinatum Thuill. in Fl. Env. Paris, ed. 2: 109 (1799)

## Description
Le Verbascum pulverulentum est une plante bisannuelle de 50 cm à 1–2 m de haut, couverte d’un duvet blanc, floconneux, caduc. Après une première année, où il développe une rosette de feuilles au niveau du sol, la deuxième année il produit une grande hampe florale (si les conditions ne sont pas trop défavorables). La tige érigée est cylindrique, rameuse dans le haut. L’espèce se reconnait facilement par son duvet blanc qui se détache en petits flocons saupoudrant toute la plante.
Les feuilles sont un peu crénelées, couvertes d’un duvet floconneux blancs, se détachant facilement, celles du bas sont obovales, à court pétiole, ou sessiles, les autres sont ovales-lancéolées, non décurrentes.
L’inflorescence est une panicule à rameaux étalés-ascendants de fleurs jaunes de 18–25 mm, groupées en glomérules. Les pédicelles sont de 1 à 12 fois plus longs que le petit calice (de 2–3 mm). La corolle de 20–25 mm de diamètre est composée de 5 pétales jaunes. Les 5 étamines comportent des filets hérissées de poils blanc-jaunâtre à anthères insérés en travers (perpendiculairement au filet).
La floraison est de juin à septembre.
Le fruit est une capsule ovale.
Type écologique
Hémicryptophyte monocarpique, Thérophyte.

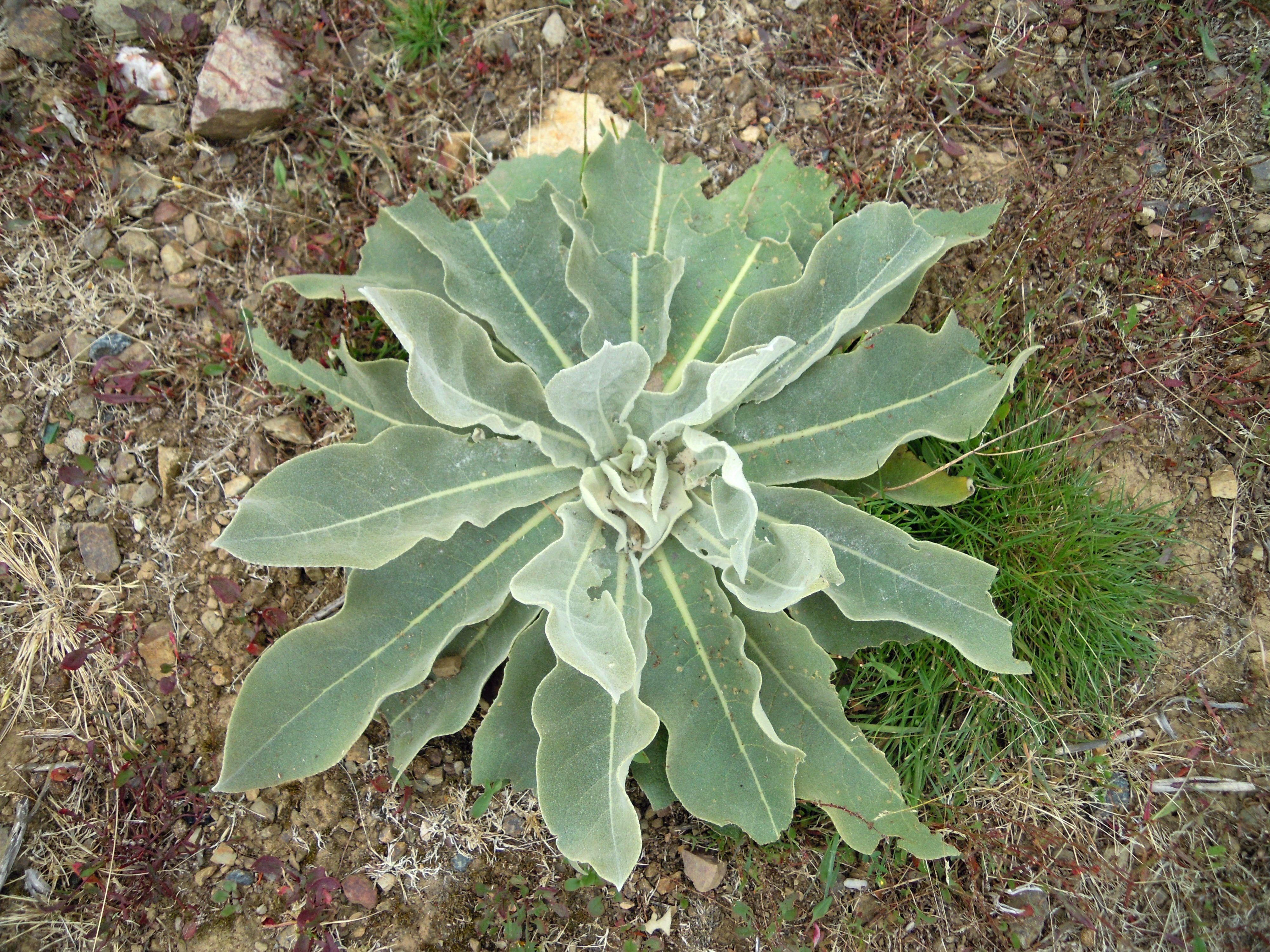
Rosette de la 1ere année
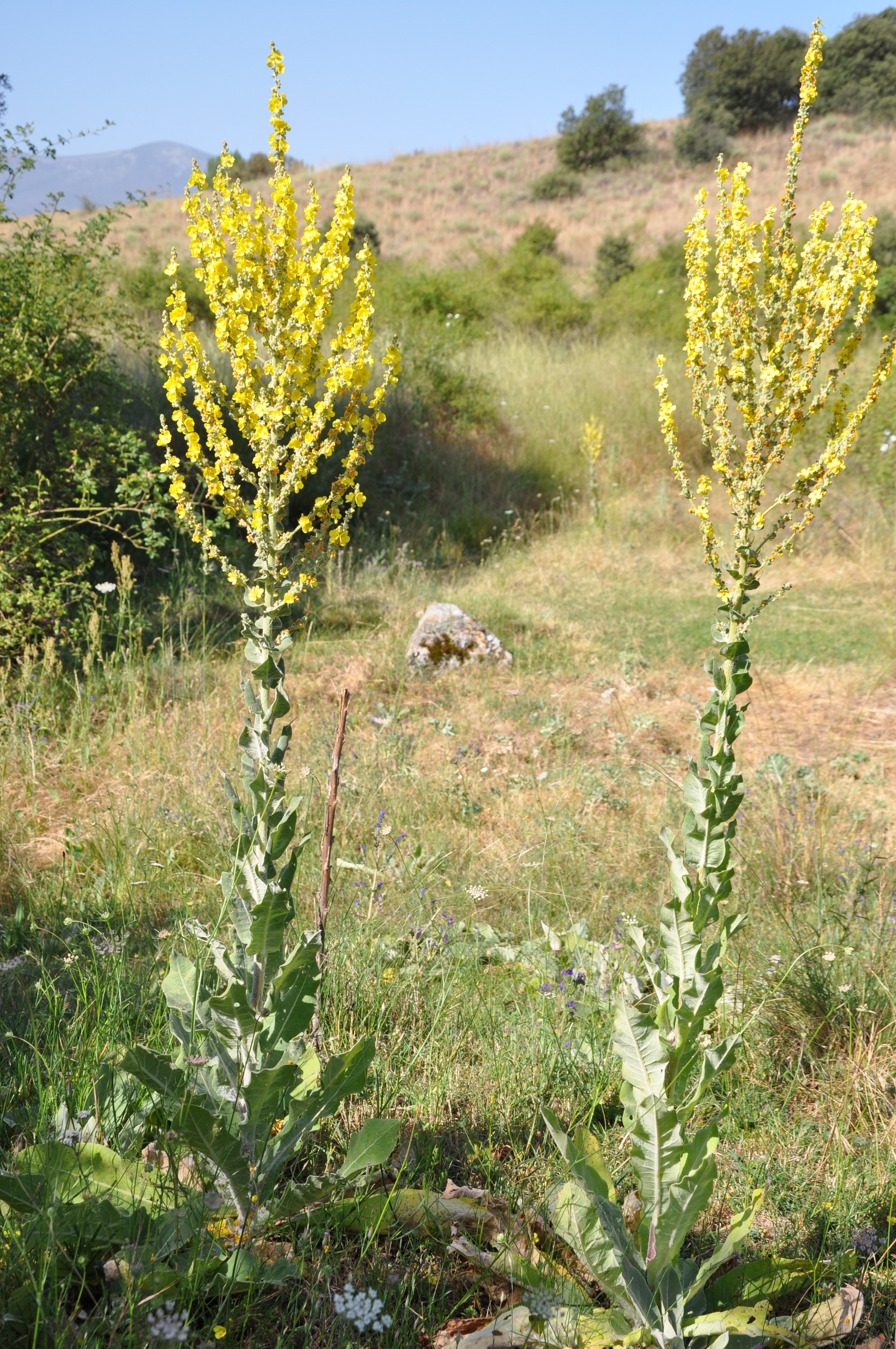
Hampe florale rameuse, 2eme année
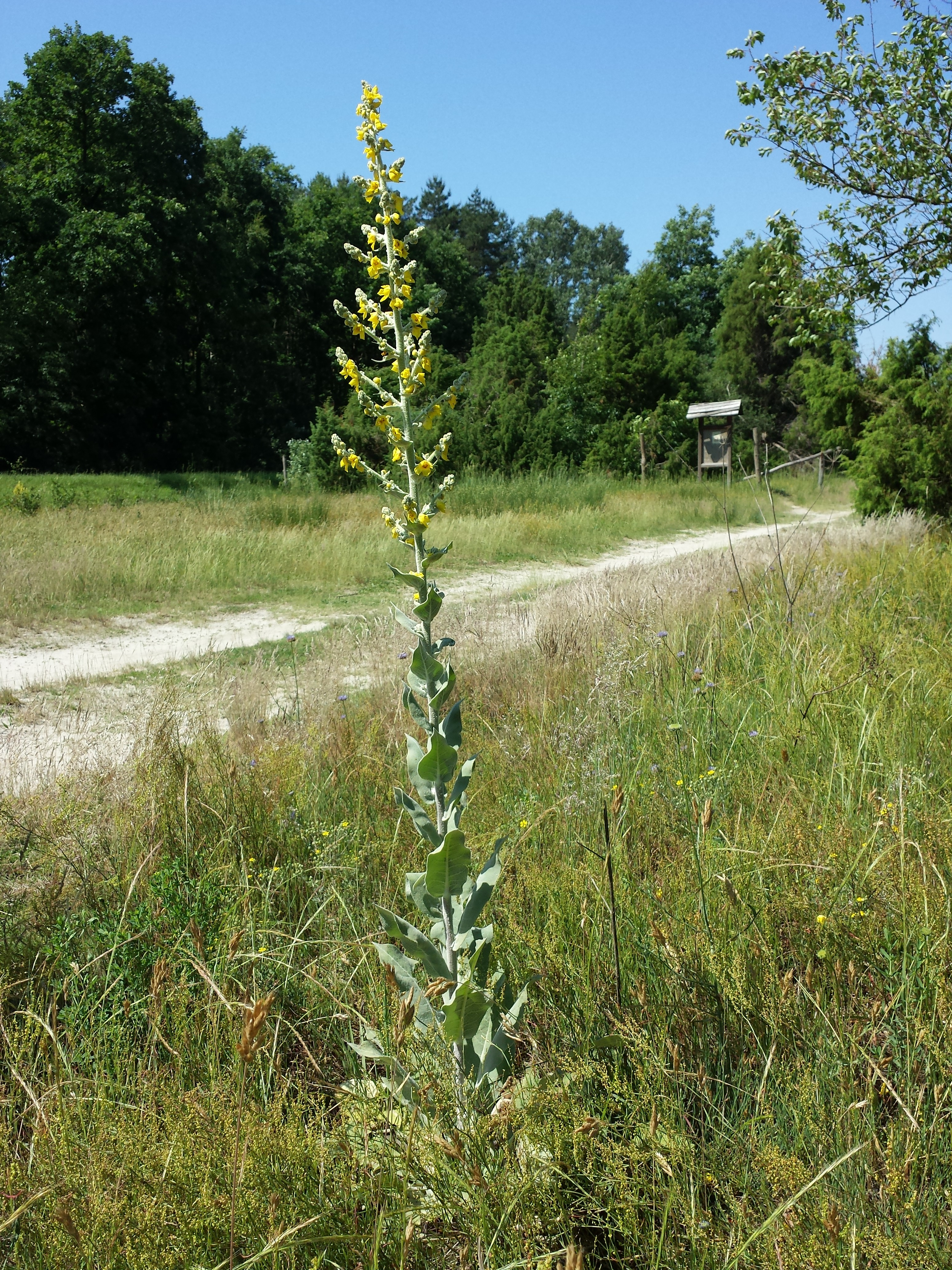
Hampe florale peu ramifiée
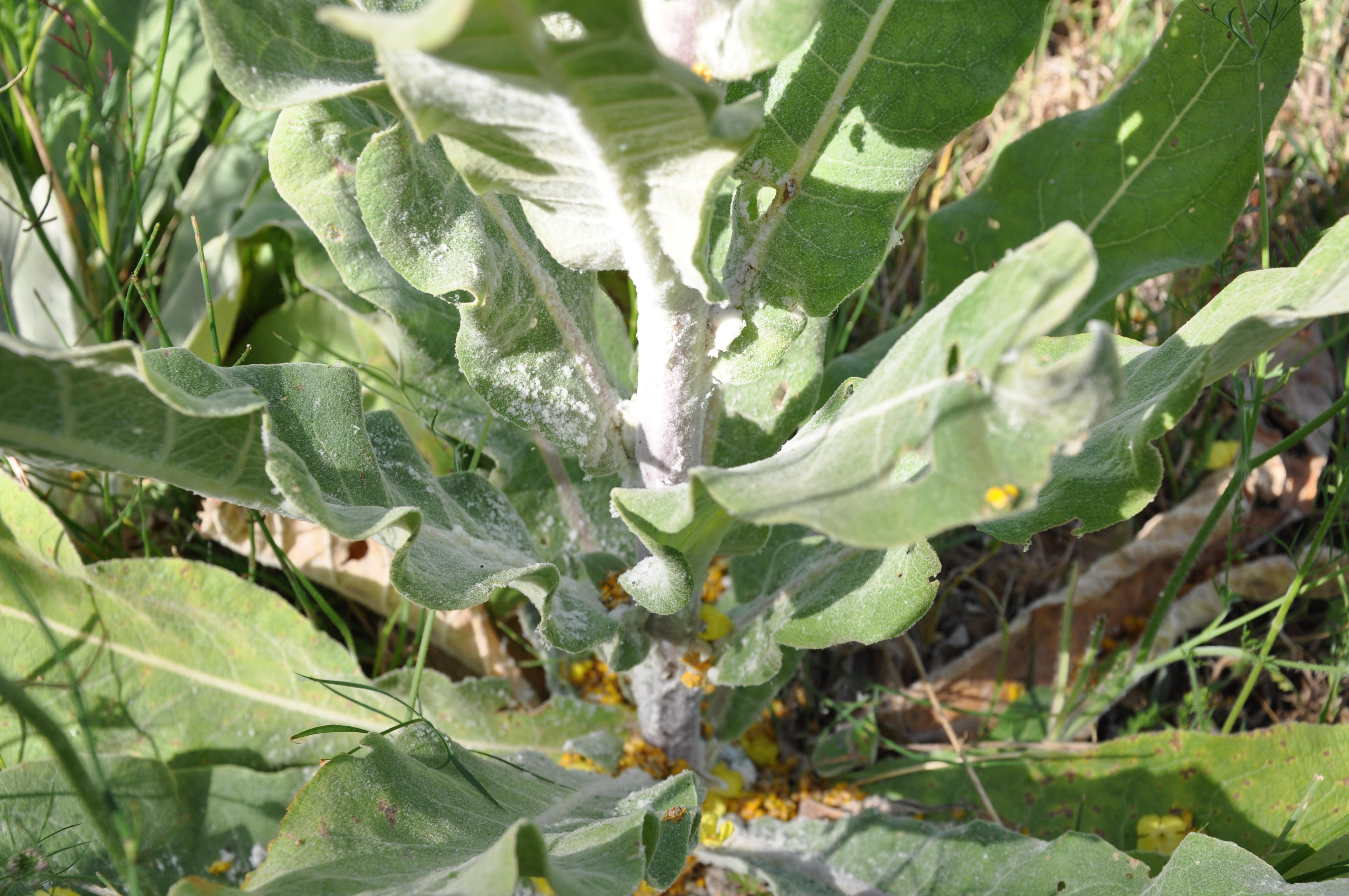
Feuilles inférieures, pulvérulentes, presque sessiles
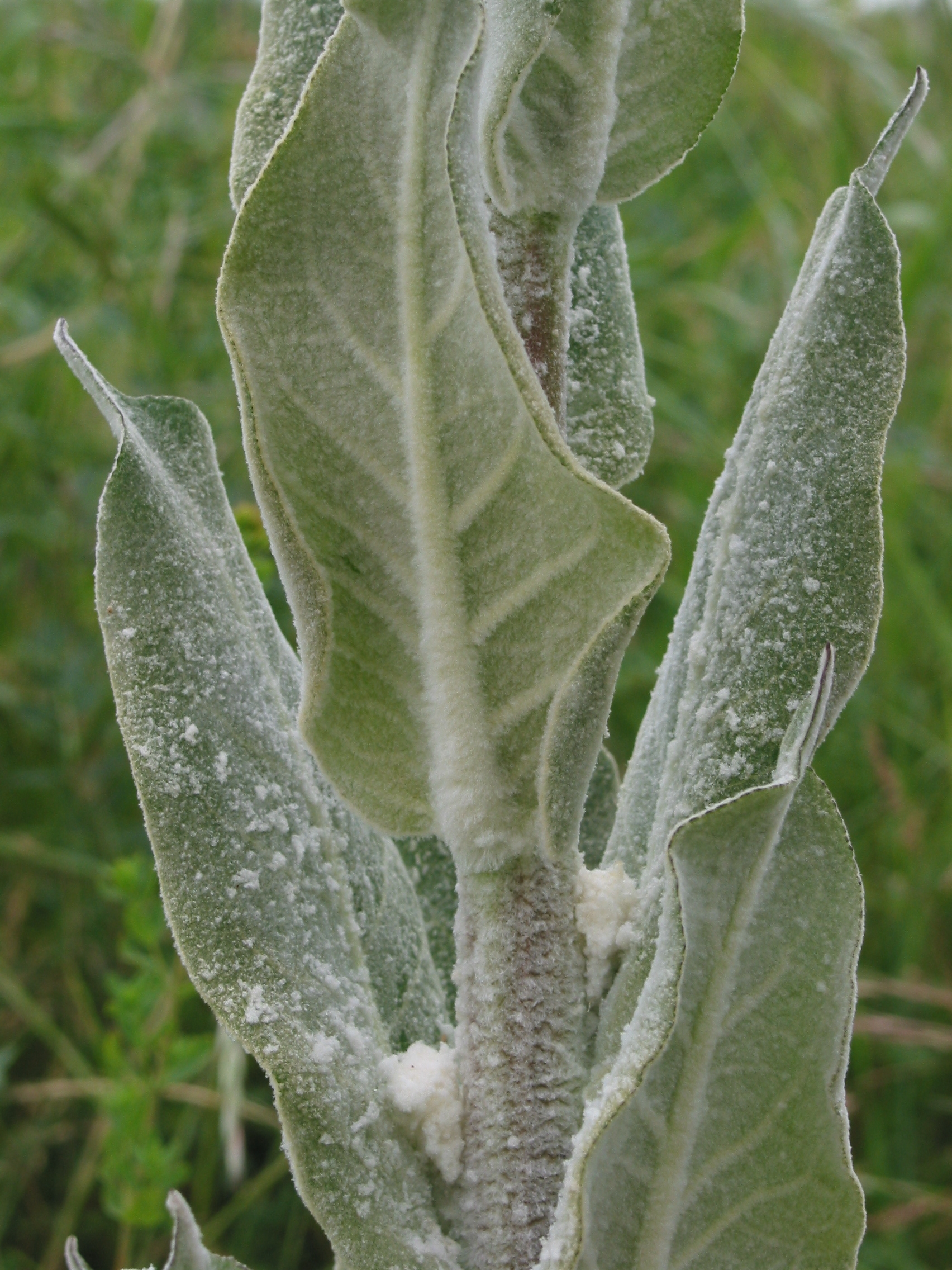
Feuilles supérieures pulvérulentes
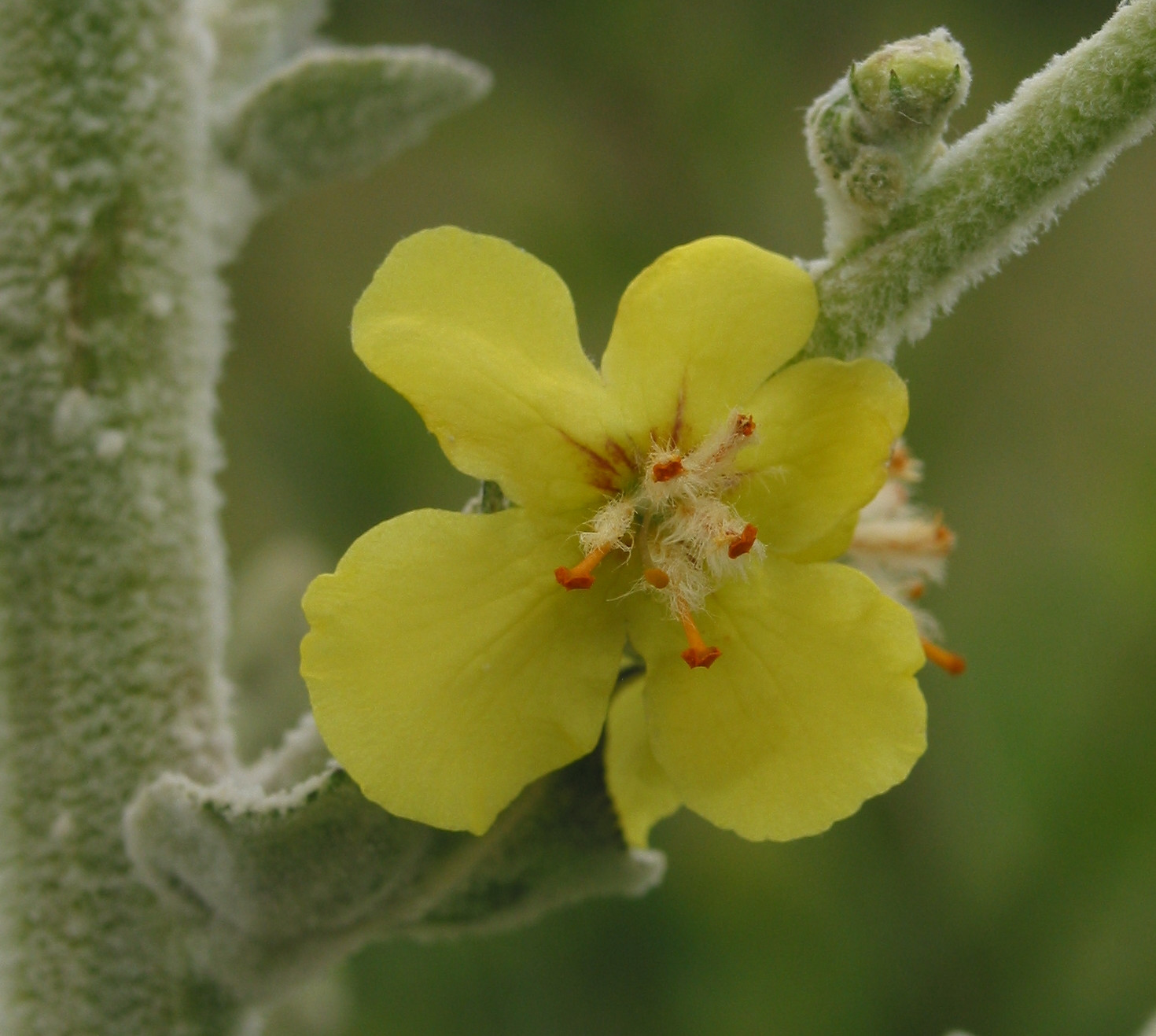
5 étamines à filet hérissées de poils blancs

## Distribution et habitat
Selon POWO, l’aire d’origine de l’espèce est en Europe : Albanie, Belgique, Bulgarie, Corse, France, Allemagne, Grande-Bretagne, Grèce, Hongrie, Italie, Portugal, Roumanie, Sardaigne, Sicile, Espagne, Suisse, Yougoslavie.
L’espèce a été introduite en Autriche, Madère, Washington (USA).
La molène floconneuse se développe dans un milieu sec et bien ensoleillé. Elle préfère largement les terrains calcaires. On la trouve sur les coteaux secs, les talus exposés en plein soleil, le bords des routes et des cultures.

## Utilisation
Des hybrides ont été trouvés dans la nature et des cultivars ont été établis par les horticulteurs.
- Verbascum ×hybridum Brot. 1804 (V. pulverulentum Vill. × V. sinuatum L.)

Cet hybride a été décrit la première fois par Brotero en 1804, à partir d’échantillons récoltés près de la ville de Coimbra au Portugal. L’hybride V. ×hybridum s’identifie à l’aide de ses feuilles basales ovales-ondulées, son port très ramifié dès la base, ses feuilles caulinaires courtement décurrentes, ses bractées apparentes ovales-acuminées et ses filets staminaux à poils blancs et violets. Les feuilles de la rosette automnale et printanière sont ondulées et les sinus n’atteignent pas la moitié de la distance vers la nervure centrale du limbe, contrairement à ceux de V. sinuatum qui dépassent clairement la moitié de cette distance.
- Verbascum hybride Southern Charm

Cette molène offre une floraison aux teintes pastel, entre le rose tendre, le beige et l’abricot.
- Verbascum Sugar Plum - Molène hybride

Cette molène hybride est naine ; elle offre une floraison abondante, rose mauve, contrastée de pourpre au centre de la fleur.
La molène floconneuse n’est pas consommée crue en raison de son duvet blanchâtre assez désagréable en bouche.
Contrairement à sa cousine le Bouillon Blanc, la molène floconneuse n’a pas vraiment de propriétés médicinales. Mais on note la présence de saponines et de mucilage qui pourraient être intéressantes à l’avenir.